# Iulia Curea
Iulia Vasilica Curea (născută Pușcașu, n. 8 aprilie 1982, Bacău) este o fostă jucătoare de handbal din România. A evoluat la clubul CSM București.
S-a retras din activitate în anul 2020. În 2016 ea a fost numită cetățean de onoare al municipiului București.

## Palmares
- Liga Campionilor EHF:
  -  Câștigătoare: 2016
  - Locul 3: 2017, 2018
  - Finalistă: 2010

- Trofeul Campionilor EHF:
  -  Câștigătoare: 2007

- Cupa Cupelor EHF:
  -  Câștigătoare: 2007

- Liga Națională:
  - Câștigătoare: 2007, 2008, 2009, 2010, 2011, 2012, 2013, 2015, 2016, 2017, 2018

- Cupa României:
  -  Câștigătoare: 2007, 2011, 2012, 2016, 2017, 2018, 2019
  - Finalistă: 2015

- Supercupa României:
  -  Câștigătoare: 2007, 2011, 2016, 2017, 2019
  - Finalistă: 2015, 2018